# 伊纳库尔
伊纳库尔（法語：Hinacourt，法語發音：[inakuʁ]）是法国上法蘭西大區埃纳省的一个市镇，属于圣康坦区。

## 地理
伊纳库尔（49°44'42"N, 3°17'46"E）面积3.09 平方千米，位于法国上法蘭西大區埃纳省，该省份为法国北部内陆省份，北起北部省，西接索姆省和瓦兹省，东临阿登省和马恩省，西南至塞纳-马恩省，东北部与比利时接壤。
与伊纳库尔接壤的市镇（或旧市镇、城区）包括：伯奈、大埃西尼、日贝库尔、利方丹。

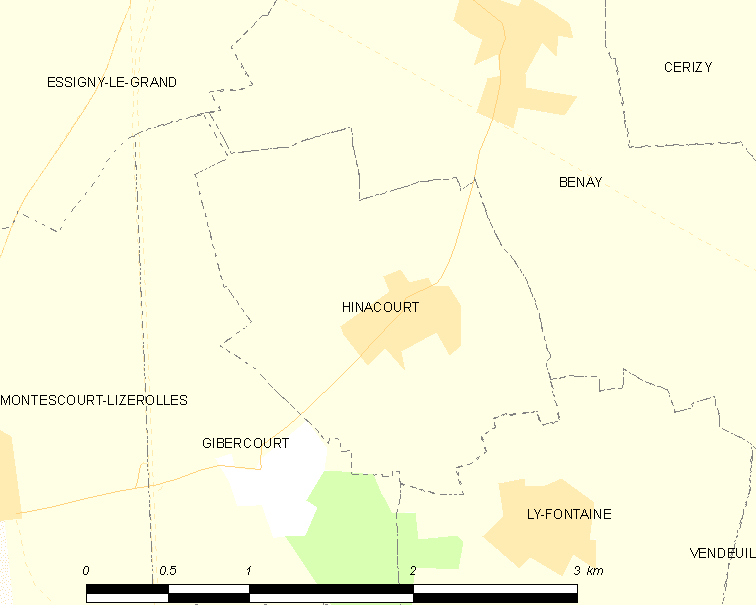
伊纳库尔的OSM定位图

伊纳库尔的时区为UTC+01:00、UTC+02:00（夏令时）。

## 行政
伊纳库尔的邮政编码为02440，INSEE市镇编码为02380。

## 政治
伊纳库尔所属的省级选区为里布蒙县。

## 人口

1962-2008年间伊纳库尔人口变化图示

伊纳库尔于2022年1月1日时的人口数量为28人。